# Sobarocephala flaviseta
Sobarocephala flaviseta är en tvåvingeart som beskrevs av Johnson 1913. Sobarocephala flaviseta ingår i släktet Sobarocephala och familjen träflugor. Inga underarter finns listade i Catalogue of Life.